# Гейм, Альберт
Альберт Гейм или А. Хайм (фр. Albert Heim; 12 апреля 1849 года, Цюрих — 31 августа 1937 года, там же) — швейцарский геолог; профессор Высшей технической школы в Цюрихе (с 1873 года).

## Биография
Родился в семье купца.
Учился в Цюрихском университете, затем в 1869 году в Цюрихском технологическом институте подготовил и защитил диссертацию по ледникам. Наиболее сильное влияние на его жизнь оказал его учитель в Технологическом институте Арнольд Эшер фон дер Линт, отец альпийской геологии.
Совершил геологические экскурсии в Германию и Италию, провёл специальное исследование Везувия во время его извержения 1872 года.
В 1873 году стал профессором геологии в Цюрихском технологическом институте и в Цюрихском университете (с 1875).
В 1871 и 1885 годах работал над картографированием и описанием ключевого листа 14 (1: 100 000; Tödi-Windgällengruppe) для Швейцарской геологической комиссии, членом которой он стал в 1888 году и в 1894 году - президентом .
С 1870 по 1937 год он опубликовал более 130 крупных статей и десяток книг и атласов, в том числе очень влиятельный двухтомник Untersuchungen über der Mechanismus der Gebirgsbildung im Anschluss a die geologische Monographie der Tödi-Windgällengruppe (1878) и двухтомник Геологией Швейцарии (1916—1922).
В 1894 году его геологическая карта Швейцарии (Geological Map of Switzerland. 1:500,000) была впервые представлена на Международном геологическом конгрессе в Цюрихе и дважды была похищена в первый день.
При содействии своего сына Арнольда создал геологические карты Сентисгебирге и Сянтиса в масштабах 1:25 000 (1905), а также Гларнерских Альп в масштабе 1:50 000 (1910). В 1911 году, после ухудшения своего здоровья, ушёл со своей кафедры геологии и перешёл к работе в Швейцарской геологической комиссии, президентом которой он был до 1926 года. Сыграл важную роль в завершении геологической карты Швейцарии масштаба 1:100 000.
Был женат на Мари Вёгтин с 1875 года, сразу после того, как она получила медицинскую степень и стала, таким образом, первой женщиной в Швейцарии, получившей образование такого уровня. У них было двое детей.
В 1931 году заболел анемией.
Он был связан с более чем пятьюдесятью учёными обществами и получил почетные степени от Берна, Оксфорда и Цюриха.

## Членство в организациях
- 1896 — Иностранный член Лондонского королевского общества[7]
- 1913 — Национальная академия наук США[8].
- 1925 — Почётный член Академии наук СССР[9].

## Увлечения, хобби
Альберт Хейм вошел в историю как известный европейский кинолог, чьи интересы распространялись на породы бернский зенненхунд и ньюфаундленд, а также как основатель Ньюфаундленд-Клуба Континента, образованного в 1893 году. Его монография, посвященная породе ньюфаундленд, была опубликована в пятом выпуске Племенной книги ньюфаундлендов (NSB), после чего Густав Бюхнер напечатал ее отдельным изданием. Факсимильное переиздание было осуществлено в 1993 году в Швейцарии в честь 100-летнего юбилея клуба.

## Семья
- Жена — Мария Гейм-Фёгтлин (1845—1916) — швейцарский врач.
- Сын — Гейм, Арнольд (1882—1965) — геолог, профессор, вице-президент 17 сессии международного геологического конгресса в Москве (1937).